# Eucalyptus longifolia
Espèce
Classification phylogénétique
Eucalyptus longifolia est une espèce de plantes à fleurs du genre Eucalyptus et de la famille des Myrtaceae. C'est un arbre trouvé dans l'est de l'Australie.

## Description
Eucalyptus longifolia pousse comme un arbre qui peut atteindre une hauteur de 35 mètres et un diamètre du tronc pouvant atteindre 1 m. L'écorce reste sur le tronc et les plus grosses branches, est grise, feuilletée fibreuse, tandis qu'au-dessus, elle est blanche ou gris-vert et se décolle en bandes ou en écailles courtes.
Eucalyptus longifolia est hétérophylle. Les feuilles des jeunes spécimens sont ovales ou largement lancéolées et d'un gris-vert terne. Les feuilles vert-gris de même couleur ou bleu-vert terne des spécimens adultes mesurent entre 10 et 25 cm de longueur et entre 1,5 et 2,6 cm de largeur.
Les tiges d'inflorescence font de 11 à 34 mm de longueur, sont rondes ou angulaires, ont chacune environ trois fleurs dans des inflorescences ombellifères. Les pédicelles ronds font de 4 à 20 mm de long. Les boutons floraux sont en forme de fuseau d'une longueur de 14 à 26 mm et un diamètre de 6 à 12 mm. Les sépales forment un calyptre conique, qui a la même longueur et la même largeur que l'hypanthium.
Le fruit est cylindrique, d'une longueur de 10 à 17 mm de long et un diamètre de 9 à 16 mm, en forme de cloche ou d'œuf. Le disque est bosselé.

## Répartition et habitat
L'aire s'étend de Morisett dans le centre de la Nouvelle-Galles du Sud jusqu'à la frontière avec l'État du Victoria. Au nord de son aire de répartition, il est plus dispersé, mais devient plus commun au sud de Nowra à Bega.
Il pousse généralement sur des sols argileux et des plaines inondables, parfois dans des zones mal drainées, dans des vallées et des zones basses. Dans des forêts sclérophylles ouvertes, il est associé à des arbres tels que Eucalyptus acmenoides, Eucalyptus moluccana, Eucalyptus tereticornis et Angophora floribunda, alors que dans les zones marécageuses, on le trouve avec Eucalyptus robusta et Melaleuca linariifolia, Melaleuca styphelioides, Melaleuca ericifolia.

## Écologie
Eucalyptus longifolia peut se régénérer via des bourgeons épicormiques si sa couronne est endommagée par un feu de brousse. Les arbres vivent plus de cent ans. En plus de nombreuses espèces d'oiseaux, le renard volant à tête grise et le petit renard volant se nourrissent du nectar produit par les fleurs laineuses. Le longicorne Paroplites australis a été observé à partir du limoneux.

## Utilisation
Le bois rouge sombre est dur et résistant à l'eau et aux termites. Il fut utilisé dans les traverses de chemin de fer et d'autres constructions générales. Eucalyptus longifolia est également important dans l'apiculture et l'industrie du miel.
Eucalyptus longifolia est en vente dans des jardineries. Il est utile comme arbre d'ombrage ou brise-vent dans les enclos, mais il devient trop grand pour le jardin moyen.

## Source de la traduction
- (en) Cet article est partiellement ou en totalité issu de l’article de Wikipédia en anglais intitulé « Eucalyptus longifolia » (voir la liste des auteurs).